# Adansonia madagascariensis
Adansonia madagascariensis é uma espécie de baobá da ilha de Madagáscar, onde é encontrada do sul de Antsiranana até Ankara, na região de Boina. É típica de solos calcários.